# CeeDee Lamb
Cedarian „CeeDee“ Lamb (geboren am 8. April 1999 in Opelousas, Louisiana) ist ein US-amerikanischer American-Football-Spieler auf der Position des Wide Receivers. Er spielte College Football für die Oklahoma Sooners. In der ersten Runde des NFL Draft 2020 wurde er von den Dallas Cowboys ausgewählt.

## Frühe Jahre
Lamb wurde in Opelousas, Louisiana, geboren, und wuchs im Raum New Orleans auf. Infolge der Evakuierung vor dem Hurrikan Katrina 2005 zog seine Familie nach Houston um. Er besuchte die Foster High School im Vorort Richmond. In seinem Senior-Jahr fing er 98 Pässe für 2032 Yards Raumgewinn und 33 Touchdowns. Von 247Sports wurde er als Vier-Sterne-Rekrut, also als einer der 300 besten Spieler seines Jahrgangs, eingeschätzt.

## College

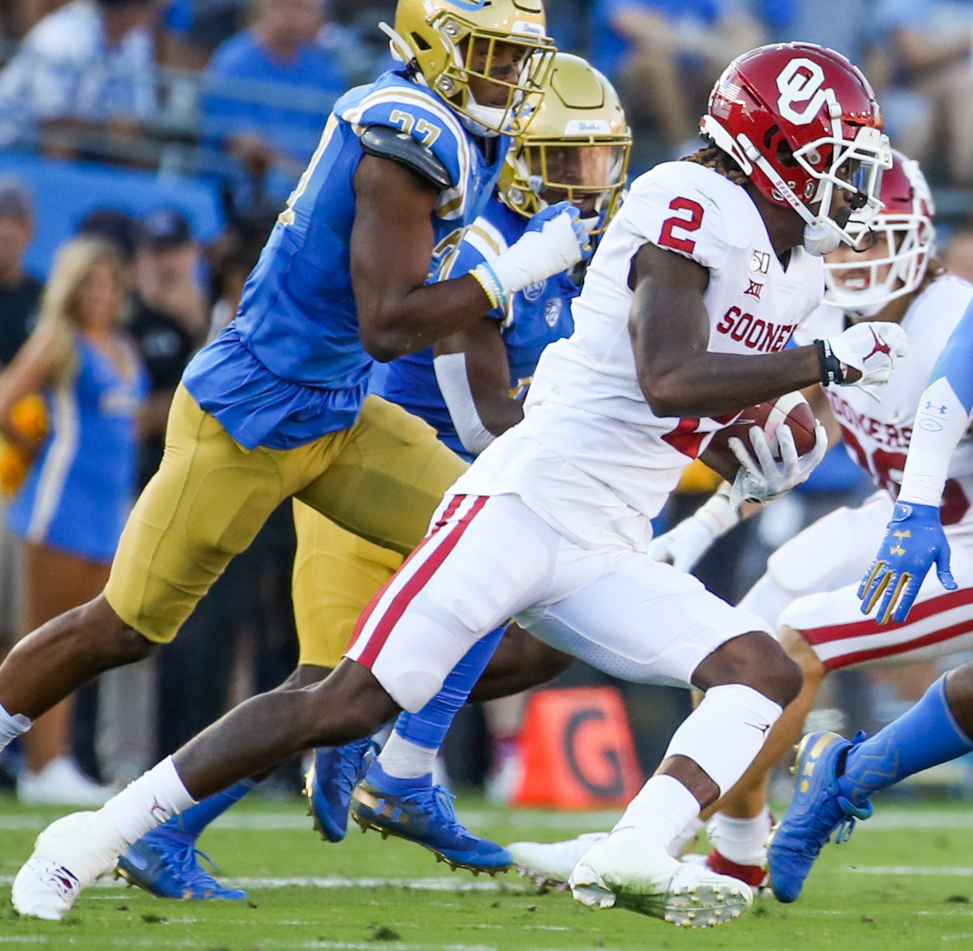
Lamb bei den Oklahoma Sooners (2019)

Von 2017 bis 2019 spielte Lamb Football am College. Er besuchte die University of Oklahoma und spielte dort für die Oklahoma Sooners in der NCAA Division I FBS.
In seiner ersten Saison erzielte er 46 Passfänge für 807 Yards und sieben Touchdowns. Damit stellte er einen neuen Rekord an seinem College für die meisten Receiving Yards eines Freshman auf. In seinem Sophomore-Jahr konnte er diese Werte allesamt verbessern. Nachdem Marquise Brown sich vor der Saison 2019 für den NFL Draft anmeldete, avancierte Lamb zum Nummer-eins-Receiver für Oklahoma. Lamb fing 2019 62 Pässe für 1327 Yards und 14 Touchdowns. In allen drei Jahren erreichte er mit den Sooners die College Football Playoffs. Er war einer der drei Finalisten für den Fred Biletnikoff Award 2019 und wurde zum Consensus All-American gewählt.
Nach der Niederlage der Sooners gegen LSU im Halbfinale der College Football Playoffs gab Lamb am 29. Dezember 2019 bekannt, auf ein mögliches viertes Jahr am College zu verzichten und sich für den NFL Draft 2020 anzumelden.
Insgesamt lief Lamb in 40 Spielen für Oklahoma auf, in denen er 173 Pässe für 3292 Yards Raumgewinn und 32 Touchdowns fing.

## NFL
Im Vorfeld des NFL Draft 2020 wurde Lamb von Analysten meist neben Jerry Jeudy von den Alabama Crimson Tide als bester im Draft verfügbarer Wide Receiver gesehen. Letztlich wurde er als dritter Wide Receiver hinter Henry Ruggs III und Jerry Jeudy an 17. Stelle von den Dallas Cowboys ausgewählt. Gegen die Cleveland Browns fing Lamb am 4. Spieltag fünf Pässe für 79 Yards und erzielte dabei seine ersten beiden NFL-Touchdowns. Am 14. Spieltag konnte er einen Onside Kick der San Francisco 49ers zu einem Touchdown zurücktragen. Insgesamt kam er als dritter Receiver seines Teams neben Amari Cooper und Michael Gallup auf 74 gefangene Pässe für 935 Yards und fing fünf Touchdownpässe. Dabei unterliefen ihm acht Drops.
Am 16. Spieltag der Saison 2021 erreichte Lamb im Spiel gegen das Washington Football Team die 1000-Yard-Marke, insgesamt konnte er seine statistischen Werte im Vergleich zur Vorsaison leicht verbessern. Er zog mit den Cowboys erstmals in die Play-offs ein, in denen sie in der ersten Runde ausschieden. Als Ersatz für Cooper Kupp wurde er in den Pro Bowl gewählt.
Infolge des Abgangs von Amari Cooper und da Michael Gallup von einem Kreuzbandriss zurückkam, ging Lamb als klare Nummer eins auf der Wide-Receiver-Position bei den Cowboys in die Saison 2022. Er fing 107 Pässe für 1359 Yards und neun Touchdowns. Lamb wurde in den Pro Bowl sowie bei der Wahl von Associated Press zum All-Pro-Team in das second-team gewählt. Seine 1359 Yards Raumgewinn waren der fünftbeste Wert in der Geschichte der Cowboys.
Im April 2023 zogen die Cowboys die Fifth-Year-Option von Lambs Rookievertrag. In der Saison 2023 brach Lamb mit 135 gefangenen Pässen für 1749 Yards jeweils die Franchiserekorde von Michael Irvin, dabei gelangen ihm zwölf Touchdowns. Er wurde erneut in den Pro Bowl sowie erstmals in das first-team der All-Pro-Auswahl gewählt. Bei der Wahl zum NFL Offensive Player of the Year Award belegte Lamb den dritten Platz hinter Christian McCaffrey und Tyreek Hill. Ein Touchdown über 92 Yards von Lamb nach Zuspiel von Dak Prescott beim 20:19-Sieg über die Detroit Lions am 17. Spieltag bei 3rd & 13 wurde von der NFL als Moment of the Year gekürt.
Kurz vor Beginn der Saison 2024 einigte Lamb sich Ende August mit den Cowboys auf eine Vertragsverlängerung um vier Jahre im Wert von 136 Millionen US-Dollar. Da er bis zum Abschluss des Vertrags nicht am Training teilnahm, verpasste Lamb einen großen Teil der Saisonvorbereitung.

### NFL-Statistiken
| 2020                               | Dallas Cowboys | 16 | 14 | 74  | 935  | 12,6 | 52 | 5  | 10 | 82  | 8,2 | 19 | 1 | 219 | 1 | 2 | 1 |
| 2021                               | Dallas Cowboys | 16 | 13 | 79  | 1102 | 13,9 | 49 | 6  | 9  | 76  | 8,4 | 33 | 0 | 139 | 0 | 0 | 0 |
| 2022                               | Dallas Cowboys | 17 | 17 | 107 | 1359 | 12,7 | 39 | 9  | 10 | 47  | 4,7 | 14 | 0 | 0   | 0 | 0 | 0 |
| 2023                               | Dallas Cowboys | 17 | 17 | 135 | 1749 | 13,0 | 92 | 12 | 14 | 113 | 8,1 | 24 | 2 | 0   | 0 | 3 | 2 |
| 2024                               | Dallas Cowboys | 15 | 15 | 101 | 1194 | 11,8 | 65 | 6  | 14 | 70  | 5,0 | 18 | 0 | 0   | 0 | 1 | 1 |
| Total                              | Total          | 81 | 76 | 496 | 6339 | 12,8 | 92 | 38 | 57 | 388 | 6,8 | 33 | 3 | 358 | 1 | 6 | 4 |
| Quelle: pro-football-reference.com |                |    |    |     |      |      |    |    |    |     |     |    |   |     |   |   |   |

## Spielstil
Lamb zeichnet sich insbesondere durch sein Spiel nach dem Catch, seine Physis und seine Körperkontrolle aus. In der Saison 2019 forcierte er bei 62 Catches 26 verpasste Tackles, was der zweitbeste Wert aller College-Football-Receiver war. Mit durchschnittlich elf Yards nach dem Passfang war Lamb auch in dieser Statistik einer der führenden Wide Receiver.